# Vicente Gómez
José Vicente Gómez Umpiérrez (ur. 31 sierpnia 1988 w Las Palmas de Gran Canaria) – hiszpański piłkarz występujący na pozycji pomocnika w Deportivo La Coruña.